# Трёхмерная сфера
Трёхмерная сфе́ра (трёхмерная гиперсфе́ра, иногда 3-сфе́ра) — сфера в четырёхмерном пространстве. Состоит из множества точек, равноудалённых от фиксированной центральной точки в четырёхмерном евклидовом пространстве. Так же, как двумерная сфера, которая образует границу шара в трёх измерениях, 3-сфера имеет три измерения и является границей четырёхмерного шара. Возможно, вселенная имеет форму трехмерной сферы.

## Уравнение
В декартовых координатах {\displaystyle (x_{0},x_{1},x_{2},x_{3})} трёхмерная сфера радиуса {\displaystyle r} может быть задана уравнением
{\displaystyle (x_{0}-C_{0})^{2}+(x_{1}-C_{1})^{2}+(x_{2}-C_{2})^{2}+(x_{3}-C_{3})^{2}=r^{2}.}
Рассматривая комплексное пространство {\displaystyle \mathbb {C} ^{2}} как вещественное {\displaystyle \mathbb {R} ^{4}}, уравнение сферы может быть рассмотрено как
{\displaystyle S^{3}=\left\{(z_{1},z_{2})\in \mathbb {C} ^{2}:|z_{1}|^{2}+|z_{2}|^{2}=1\right\}.}
Аналогично, в пространстве кватернионов {\displaystyle \mathbb {H} ^{1}}:
{\displaystyle S^{3}=\left\{q\in \mathbb {H} :\|q\|=1\right\}.}
Являясь трёхмерным многообразием, трёхмерная сфера может быть задана параметрически с использованием трёх координат. Примером являются гиперсферические координаты:
{\displaystyle x_{0}=r\cos \psi ,}
{\displaystyle x_{1}=r\sin \psi \cos \theta ,}
{\displaystyle x_{2}=r\sin \psi \sin \theta \cos \phi ,}
{\displaystyle x_{3}=r\sin \psi \sin \theta \sin \phi .}

## Свойства
Трёхмерная сфера {\displaystyle S^{3}} является границей четырёхмерного шара.
Трёхмерная сфера является компактным связным трёхмерным многообразием. Трёхмерная сфера односвязна, то есть любая замкнутая кривая на ней может быть непрерывно стянута в точку.
Трёхмерная сфера гомеоморфна одноточечной компактификации трёхмерного вещественного пространства {\displaystyle \mathbb {R} ^{3}}.

## Групповая структура
Являясь множеством единичных кватернионов, трёхмерная сфера наследует групповую структуру.
Таким образом, сфера {\displaystyle S^{3}} является группой Ли. Среди {\displaystyle n}-мерных сфер таким свойством обладают только {\displaystyle S^{1}} и {\displaystyle S^{3}}.
Используя матричное представление кватернионов, можно определить представление группы {\displaystyle S^{3}} с помощью матриц Паули:
{\displaystyle x_{1}+x_{2}i+x_{3}j+x_{4}k\mapsto {\begin{pmatrix}\;\;\,x_{1}+ix_{2}&x_{3}+ix_{4}\\-x_{3}+ix_{4}&x_{1}-ix_{2}\end{pmatrix}}.}
Поэтому группа {\displaystyle S^{3}} изоморфна матричной группе Ли {\displaystyle \mathrm {SU} (2)}.

## Действие группы U(1) и расслоение Хопфа
Если определить действие группы {\displaystyle U(1)}:
{\displaystyle (z_{1},z_{2})\cdot \lambda =(z_{1}\lambda ,z_{2}\lambda )\quad \forall \lambda \in \mathbb {U} (1),}
то пространство орбит гомеоморфно двумерной сфере {\displaystyle S^{2}}. При этом на сфере {\displaystyle S^{3}} возникает структура расслоения с базой {\displaystyle S^{2}} и слоями, гомеоморфными {\displaystyle U(1)}, то есть окружности {\displaystyle S^{1}}. Это расслоение называется расслоением Хопфа.
Расслоение Хопфа является примером нетривиального главного расслоения. В координатах оно задаётся формулой
{\displaystyle p:(z_{1},z_{2})\mapsto (z_{1}:z_{2}).}
Точка (z1, z2) сферы {\displaystyle S^{3}} отображается в точку [z1: z2] комплексной проективной прямой CP1, которая диффеоморфна двумерной сфере {\displaystyle S^{2}}.

## Гомотопические группы сферы
Односвязность сферы означает, что первая гомотопическая группа {\displaystyle \pi _{1}(S^{3})=\{0\}}. Также нулевой является группа {\displaystyle \pi _{2}(S^{3})=\{0\}}.